# Ak 5
Ak 5 (ponekad nazivan i AK5) švedska je verzija belgijske jurišne puške FN FNC uz određene modifikacije, uglavnom one modifikacije kojima se oružje prilagodilo na švedsku klimu. Ak 5 je službena puška švedske vojske. Ona je zamijenila stariju verziju Ak 4 (licencirana kopija njemačke jurišne puške G3).
Naziv Ak 5 dolazi od švedske skraćenice Automatkarbin 5 (hrv. prijevod: automatski karabin 5). Automatski karabin je švedski termin za jurišne (automatske) puške (eng. assault rifle). Puška je također poznata pod nazivom CGA5, odnosno Bofors Carl Gustav Automatkarbin 5.
Postoji nekoliko dostupnih specijaliziranih verzija: Ak 5B s ugrađenim teleskopom te skraćena verzija, Ak 5D. 
Također, na Ak5 može se priključiti modificirana verzija bacača granata M203 Colt. Ak 5 opremljen s tim bacačem granata ima švedski naziv: "Ak 5 med granattillsats", odnosno u doslovnom prijevodu: "Ak 5 s granatnim bacačem (lanserom)".

## Verzije
Ak 5 dolazi u šest verzija:
- FFV Ak5

Redovna jurišna puška sa željeznim "tijelom".
- FFV Ak 5B

Ta puška namijenjena je prvenstveno vođama u vojnim jedinicama (eng. squad leaders).
Težina ovog modela jurišne puške: bez okvira 4.8 kg dok s punim okvirom težina iznosi 5.4 kg
- Bofors Ak 5C / Bofors Ak 5CF

Bofors Ak 5C je modernizirana verzija originalne puške Ak 5, koja je sve više slijedila trend modularnog oružja. Stoga je jedno od najznačjnijih poboljšanja na pušci sustav MIL-STD-1913 koji nudi bogatstvo različitih optika, svjetala i dodatnih mogućnosti koje se mogu montirati na pušku.
Suprotno uvriježenom mišljenju, Ak 5 s montiranim bacačem granata M203 se ne zove Ak 5C, nego Ak 5 med granattillsats.
Ak 5C temeljito je procijenjen prije nego što je ušao u masovnu proizvodnju. To je učinjeno nakon što su određene švedske vojne jedinice pristale eksperimentalno koristiti model nazvan Ak 5CF gdje slovo F predstavlja švedsku riječ försök, odnosno eksperiment. Ovi su testovi završeni u lipnju 2005., a četiri mjeseca kasnije je FMV (švedska vladina agencija pri Ministarstvu obrane) potpisao ugovor s tvrtkom Saab Bofors Dynamics za koju je predviđeno da će izvesti modifikacije na gotovo 40.000 jurišnih pušaka u četiri godine. Predviđeno je da bi serijske isporuke trebale početi u lipnju 2006., te da će prioritet u korištenju tih pušaka imati vojne jedinice koje su stacionirane u Afganistanu (ISAF), Čadu (EUFOR Chad/Car) i na Kosovu (KFOR).
- Bofors Ak 5D

Ak 5D ima skraćenu cijev te se na njega može jednostavno montirati sustav MIL-STD-1913. Zbog manjih dimenzija Ak 5D posebno je pogodan za ratovanje vojnih jedinica u šumskom i urbanom području. Također, zbog manjih dimenzija, Ak 5D može koristiti posada u vojnim vozilima, uzimajući u obzir prirodu svojih zadataka i okruženja u kojima često djeluju.
Švedska policija također je opremljena s posebno konstruiranim modelom Ak 5D.
Također, danas je dostupan i model Ak 5D Mk2. On je nadograđen kao i model C, samo ima kraću cijev.
- CGA5C2

CGA5C2 (Carl Gustav Automatski karabin C2) bio je prototip modela Ak 5 (opisanog u ovom članku) tijekom razvoja i izmjena na toj pušci.
- CGA5P

Švedska i norveška policija opremljena je posebnom verzijom Ak 5D, koja ima kodno ime CGA5P, ili se ponekad rabi pogrešan naziv - Ak 5DP. U svojoj osnovi, taj model je crne boje (umjesto zelene boje na vojnim karabinima). Također, za razliku od Ak 5D, ovaj model namijenjen policiji već ranije navedenim sustavom MIL-STD-1913.

## Korisnici
- Švedska: švedska vojska i policija
- Norveška: norveška policija

## Vanjske poveznice
- Tehničke karakteristike Ak 5 - SoldF.com (na švedskom)
- Ak 5 - Povijesni razvoj Ak 5 (na švedskom)
- Kolekcija slika Ak 5
- Informacije vezane uz modifikacije na Ak 5 (na švedskom)
- Vijesti o suradnji FMV-a i Saab Bofors Dynamicsa (na švedskom)